# Маданчи, Мерзад
Мерзад Маданчи (перс. مهرزاد معدنچى‎, род 10 января 1985 в Ширазе) — иранский футболист, игравший на позиции полузащитника. Участник чемпионата мира 2006 года в составе сборной Ирана.

## Карьера игрока
За свою карьеру Маданчи выступал за различные клубы Ирана и ОАЭ: иранские «Фаджр Сепаси» (из родного для Маданчи Шираза), «Стил Азин» и «Персеполис», эмиратские «Аль-Шааб», «Аль-Наср» и «Аль-Ахли».

## Международная карьера
Мерзад Маданчи попал в состав сборной Ирана на Чемпионат мира 2006 года. Он оставался в запасе в первом матче Ирана против сборной Мексики, в 2-х последующих играх против сборных Португалии и Анголы он принимал участие. В обеих встречах он получил по жёлтой карточке: на 32-й минуте в игре с португальцами и на 37-й минуте — с ангольцами. В матче против Португалии Маданчи был заменён на 66-й минуте.